# Munition à guidage de précision
Pour les articles homonymes, voir PGM.

Bombe guidée GBU-58 de l'armée de l'air afghane frappant un complexe taliban dans la province de Farah, en Afghanistan.

Une munition à guidage de précision (PGM, arme intelligente, munition intelligente, bombe intelligente) est une munition guidée destinée à toucher avec précision une cible spécifique, à minimiser les dommages collatéraux et à augmenter la létalité contre les cibles visées. Au cours de la Première guerre du Golfe, les munitions guidées ne représentent que 9 % des armes tirées, mais 75 % de tous les tirs réussis. Même si les armes guidées sont généralement utilisées sur des cibles plus délicates, elles ont 35 fois plus de chances de détruire leurs cibles par arme larguée.
Étant donné que les effets de dégâts des armes explosives diminuent avec la distance, même de modestes améliorations de la précision (d'où une réduction de la distance manquée) permettent d'attaquer une cible avec moins de bombes ou des bombes plus petites. Ainsi, même si certaines bombes guidées échouent, l’équipages aériens mis en danger et les dommages causés aux civils diminuent et les montants des dommages collatéraux sont réduits,.
L'avènement des munitions à guidage de précision a entraîné le renommage d'anciennes bombes de faible technologie en « bombes non guidées » ou « bombes de fer ».